# 威倫實業
威倫實業有限公司，簡稱威倫實業（英語：Willas Company Limited），前身為「威倫企業有限公司」，在1981年由梁振華和洪育才創立，當時是威雅利电子 (集团) 有限公司旗下公司。
也就是當時業務从事无源元器件及有源元器件的分销，但是在1992年，已和另外企業雅利电子有限公司，組成為威雅利集团有限公司，直至在2001年7月2日，母公司在新加坡交易所主板上市，到了2007年，為了提高效益，和另外企業雅利电子有限公司進行合併，而成為威雅利电子(香港)有限公司至今。

## 連結
- Willas-Array.com （页面存档备份，存于）